# Чешково
Чешково — деревня в Наро-Фоминском районе Московской области, в составе сельского поселения Ташировское. Численность постоянного населения по Всероссийской переписи 2010 года — 10 человек, в деревне числятся 6 садовых товариществ. До 2006 года Чешково входило в состав Ташировского сельского округа.
Деревня расположена в юго-западной части района, на безымянном левом притоке реки Плесенка (приток Нары), примерно в 5 км к западу от города Наро-Фоминска, высота центра над уровнем моря 179 м. Ближайшие населённые пункты — Алексеевка в 2 км на восток и Редькино в 2,5 км на запад.